# Ypsilon Leonis
Ypsilon Leonis (υ Leonis, förkortat Ypsilon Leo, υ Leo) är en ensam stjärna belägen i den sydöstra delen av stjärnbilden Lejonet. Den har en skenbar magnitud på 4,33, är synlig för blotta ögat där ljusföroreningar ej förekommer. Baserat på parallaxmätning inom Hipparcosuppdraget på ca 18,0 mas, beräknas den befinna sig på ett avstånd på ca 182 ljusår (ca 56 parsek) från solen och ligger troligen i den tunna skivan av Vintergatan. På det beräknade avståndet minskas stjärnans skenbara magnitud med 0,02 enheter genom en skymningsfaktor på grund av interstellärt stoft.

## Egenskaper
Ypsilon Leonis är en gul till orange jättestjärna av spektralklass G9 III. Dess kemiska överskott av andra element än väte och helium, vilket astronomer betecknar som stjärnans metallicitet, är mindre än hälften i solen. Den har en beräknad massa som är ca 2,6 gånger större än solens massa, en radie som är ca 11 gånger större än solens och utsänder från dess fotosfär ca 56 gånger mera energi än solen vid en effektiv temperatur av ca 4 800 K.